# Premocyathus dentiformis
Premocyathus dentiformis är en korallart som först beskrevs av Alcock 1902.  Premocyathus dentiformis ingår i släktet Premocyathus och familjen Caryophylliidae. Inga underarter finns listade i Catalogue of Life.